# Joe Puma
Joe Puma (New York, 13 augustus 1927 – aldaar, 31 mei 2000) was een Amerikaanse jazzgitarist.

## Biografie
Puma, een gitarist uit een muzikale familie, speelde met Joe Roland (1949-50) en in de groep van Cy Coleman. In de jaren vijftig was hij actief als sessiemuzikant en speelde hij mee op opnames van onder andere Louie Bellson, Artie Shaw's Gramercy Five, Eddie Bert, Herbie Mann, Mat Mathews, Chris Connor, Paul Quinichette, Lee Konitz en Dick Hyman. In die jaren nam hij tevens regelmatig een plaat onder eigen naam op. In de jaren zestig werkte hij samen met Morgana King, Bobby Hackett, Gary Burton en Carmen McRae. In de jaren 1972-1977 leidde hij een band met Chuck Wayne. Puma was actief tot ver in de jaren negentig. Hij overleed aan de gevolgen van kanker.
Zijn song "Like Tweet" werd gebruikt in de film Good Morning, Vietnam

## Prijzen en onderscheidingen
In 1957 won hij de the New Star Award for Guitar van Metronome Magazine.

## Discografie

### Als leider
- East Coast Jazz Series (Bethlehem, 1954)
- Joe Puma Quintet (Bethlehem, 1954)
- Wild Kitten (Dawn, 1957) met Steve Lacy, Herbie Mann, Oscar Pettiford
- Joe Puma Jazz Trio and Quartet (Jubilee, 1957)
- Like Tweet (Columbia, 1961)
- Interactions (Candid Productions/City Hall, 1974)
- Shining Hour (Reservoir, 1984) met Hod O'Brien en Red Mitchell
- It's a Blue World (Euphoria Jazz, 1999) met Murray Wall en Eddie Locke
- What Is There to Say? (Nagel Heyer, 2000) met Warren Vaché
- The Jazz Guitar of Joe Puma (Fresh Sound, 2007) (compilatie)

### Als 'sideman'
Met Chris Connor
- Chris Connor Sings the George Gershwin Almanac of Songs (Atlantic, 1957)

Met Louis Bellson
- Skin Deep (Norgran, 1954)

Met Gary Burton
- The Groovy Sound of Music (RCA, 1963)

Met Herbie Mann
- Flamingo (Bethlehem, 1955)
- The Herbie Mann-Sam Most Quintet (Bethlehem, 1955) met Sam Most
- Herbie Mann Plays (Bethlehem, 1956)
- Love and the Weather (Bethlehem, 1956)
- Flute Flight (Prestige, 1957) met Bobby Jaspar
- Flute Soufflé (Prestige, 1957) met Bobby Jaspar
- Sultry Serenade (Riverside, 1957)
- Salute to the Flute (Epic, 1957)
- The Jazz We Heard Last Summer (Savoy, 1957)
- Yardbird Suite (Savoy, 1957)

Met Helen Merrill
- Chasin' the Bird (EmArcy, 1979)

Met Gail Wynters
- My Shining Hour (Naxos, 1998)

Met Webster Young
- For Lady (Prestige, 1957)